# Walvisachtigen
De walvisachtigen (Cetacea) zijn een infraorde van grote, in het water levende zoogdieren. Er zijn ongeveer 89 beschreven soorten die men heeft onderverdeeld in twee subgroepen: de tandwalvissen (Odontoceti) en de baleinwalvissen (Mysticeti). Tandwalvissen zijn rovers met een sterk ontwikkeld gebit; voorbeelden zijn de dolfijnen, bruinvissen en potvissen. Baleinwalvissen, zoals de blauwe vinvis en de noordkapers, hebben in plaats van een gebit een hoornachtige zeefstructuur waarmee ze voedingsdeeltjes en kleine zeedieren uit het water filteren.
Hoewel walvisachtigen in alle oceanen voorkomen, geven de meeste soorten de voorkeur aan de koudere wateren van het noordelijk en zuidelijk halfrond. Walvissen zijn van alle zoogdieren het meest verregaand aan het leven in het water aangepast. Ze voeden zich voornamelijk met kleine vissen en ongewervelde zeedieren; enkele soorten, zoals de orka, voeden zich echter met grotere dieren en vogels, zoals pinguïns en zeehonden. Veel walvissen vertonen complex sociaal gedrag: bultruggen en dolfijnen communiceren met elkaar door middel van gezang.
Het vlees, de blubber (isolerende vetlaag) en olie van walvisachtigen worden traditioneel gebruikt door de inheemse volken van de Arctische regio. Door overbejaging zijn veel walvissoorten sterk in aantal achteruitgegaan. Jacht op de grootste walvissen is tegenwoordig volgens internationale afspraken verboden.

## Naamgeving
"Cetus" is Latijn en wordt in de biologische namen gebruikt om te verwijzen naar walvis. De oorspronkelijke betekenis ervan is groot zeedier. Het komt van het Oudgriekse κῆτος (kētos), dat "grote vis" of "zeemonster" betekent. In de Griekse mythologie werd het monster dat door Perseus werd verslagen, Ceto genoemd. Het monster wordt afgebeeld door het sterrenbeeld Cetus. Cetologie is de tak van de mariene wetenschappen verbonden aan de studie van de walvisachtigen.

## Kenmerken

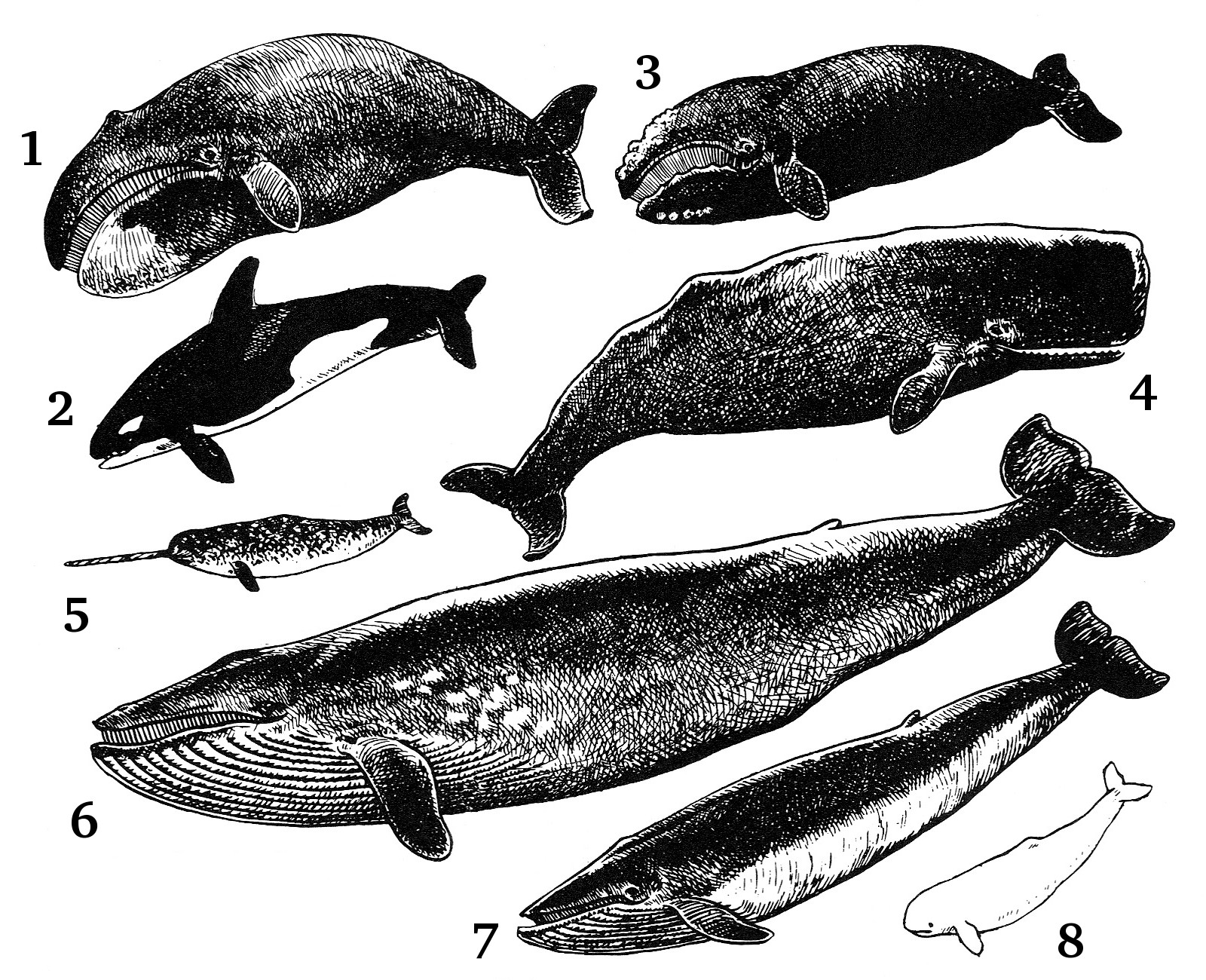
1 = Groenlandse walvis; 2 = Orka; 3 = Noordkaper;
4 = Potvis; 5 = Narwal; 6 = Blauwe vinvis;
7 = Noordse vinvis; 8 = Beloega

Net als andere zoogdieren ademen walvissen lucht met behulp van hun longen. Ze zijn warmbloedig, brengen levende jongen ter wereld (onder water), voeden deze jongen met melk uit speciale melkklieren, en hun lichaam is bedekt met (weinig) haar. Walvissen zijn de grootst bekende diersoorten. De blauwe vinvis is het grootste dier dat ooit op aarde heeft geleefd. Hij kan 33 meter lang worden met een gewicht van 170 ton.
De walvissen nemen bij het duiken slechts weinig lucht mee naar beneden; de longcapaciteit is bij de grote soorten maar ongeveer de helft van die bij de landzoogdieren. De zuurstofvoorraad is niet opgeslagen in de longen, maar in het spierweefsel, hier hechten de zuurstofmoleculen zich aan het eiwit myoglobine. De neusgaten worden bij het bovenkomen reflectorisch geopend. De uitademing gaat gepaard met een hevig gesnuif (blazen) door de neus(spuit)gaten. Bij de grote soorten ontstaat dan een fontein van door afkoeling gecondenseerde waterdamp, die tot circa 8 meter hoog kan worden; vorm en afmeting ervan zijn specifiek per soort.
Baleinwalvissen hebben in hun bek baleinen, zeefachtige structuren waarmee het voedsel, kleine vissen en microscopisch plankton, uit het water wordt gezeefd. De baleinen bestaan uit keratine.
De walvissen behoren tot de bekendste diermuzikanten. Met geluiden van tussen de 20 Hz tot 10 kHz proberen mannetjeswalvissen de vrouwtjes te verleiden. De gezangen die zij zingen bestaan uit verschillende frasen, die uren kunnen duren, en worden soms jarenlang onthouden.

## Walvisjacht
Gedurende de laatste eeuwen zijn vele walvissoorten bijna tot uitsterven gebracht door de behoefte aan hun vlees en vet (gebruikt voor lampolie). Amber is een product dat wordt gewonnen uit het lichaam van de potvis en dat wordt gebruikt in de fabricage van parfum. Door internationale verdragen is de jacht op walvissen sterk aan banden gelegd. Door Canada, IJsland, Japan en Noorwegen en enkele andere landen wordt nog steeds op walvissen gejaagd voor consumptie - soms onder het mom van wetenschappelijk onderzoek. Door enkele inheemse bevolkingsgroepen in Canada, de Verenigde Staten en de Stille Oceaan wordt nog op kleine schaal op bedreigde walvissoorten gejaagd.

## Rivierdolfijnen
Enkele soorten rivierdolfijnen hebben zich gespecialiseerd in het leven in rivieren zoals de Ganges, de Amazone, de Orinoco (bijvoorbeeld de Orinocodolfijn) en de Yangtze. Net als hun in zee levende verwanten vinden ze hun weg in het troebele rivierwater door middel van echolocatie, waarbij ze een serie klikgeluiden uitsturen (zie: Zintuigen).

## Evolutie
Op grond van morfologische kenmerken veronderstelden paleontologen dat walvisachtigen afstamden van een uitgestorven groep vleesetende hoefdieren met de naam Mesonychidae. Er waren echter geen overgangsfossielen om die hypothese te steunen. Al in 1834 (nog voor Charles Darwin) had Richard Harlan de soort Basilosaurus beschreven aan de hand van 8 reusachtige ruggenwervels uit de Amerikaanse staat Louisiana; zoals uit het naamdeel -saurus blijkt, ging hij er ten onrechte van uit dat dit een reptiel was, maar Richard Owen concludeerde in 1835 mede op grond van latere vondsten van tanden dat het om een verre voorouder van de walvissen ging.
Echte overgangsvormen doken pas op vanaf de tweede helft van de twintigste eeuw in Noord-Pakistan en het westen van India, waar zich 50 miljoen jaar geleden nog de Tethysoceaan bevond voordat het Indische subcontinent zich in de onderkant van Azië boorde. In 2001 ontdekten Philip Gingerich en zijn team drie 47 miljoen jaar oude fossielen in de Pakistaanse provincie Beloetsjistan. Ze kregen de namen Pakicetus, Rodhocetus en Artiocetus. Andere voorbeelden zijn Ambulocetus (1992) en Indohyus (2007), allebei voor het eerst beschreven door de Nederlandse paleontoloog Hans Thewissen.
Uit paleontologisch en genetisch onderzoek volgt een afstammingslijn waarbij de Cetacea van de evenhoevigen afsplitsten en zich achtereenvolgens Indohyus, Pakicetus, Ambulocetus, Remingtonocetus, Protocetus, Basilosaurus en ten slotte de hedendaagse balein- en tandwalvissen vormden (zie ook walvissen en evenhoevigen).
Onder de hedendaagse landzoogdieren zijn de nijlpaarden het nauwst verwant met de walvisachtigen.

## Taxonomische indeling

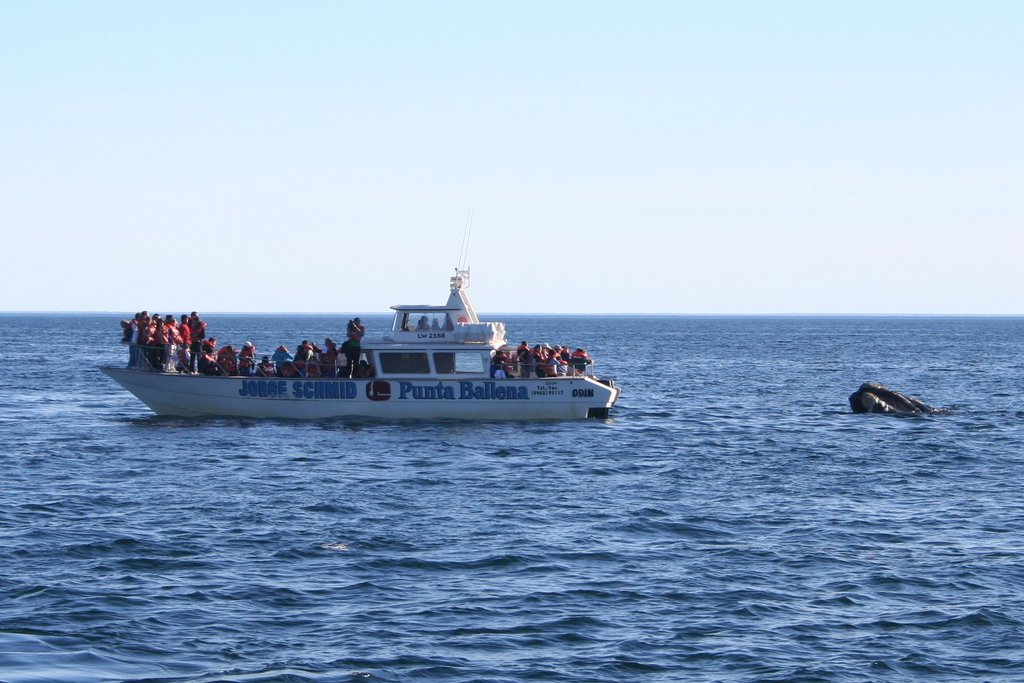
Observatie

De walvissen worden ingedeeld in twee onderordes:
- Orde: Cetacea (Walvisachtigen)
  - Onderorde: Mysticeti of Mystacoceti (Baleinwalvissen of grote walvissen)
  -  Onderorde: Odontoceti (Tandwalvissen)

De onderorde Odontoceti bestaat uit 10 families, 34 geslachten en 76 hedendaagse soorten (waarvan één waarschijnlijk uitgestorven). Mysticeti heeft 4 families, 6 geslachten en 14 hedendaagse soorten. Afhankelijk van de bron kunnen de aantallen afwijken.
De basale clade van de tandwalvissen wordt gevormd door de families der potvissen (Physeteridae) en dwergpotvissen (Kogiidae). In toenemende afstand van de wortel volgen dan de Indische rivierdolfijnen (Platanistidae), de spitssnuitdolfijnen (Ziphiidae), de vermoedelijk uitgestorven Chinese rivierdolfijnen (Lipotidae), de Zuid-Amerikaanse rivierdolfijnen (Orinocodolfijnen of Iniidae en La Plata-dolfijnen of Pontoporiidae) en ten slotte de meest recente divergentie tussen enerzijds de Monodontoidea (grondeldolfijnen of Monodontidae, en bruinvissen of Phocoenidae) en anderzijds de zeedolfijnen (Delphinidae).
Bij de baleinwalvissen worden de traditionele anatomische classificaties tegengesproken door genetisch onderzoek. De basale clade vormen de echte walvissen (Balaenidae), terwijl op grond van anatomische kenmerken de dwergwalvissen (Neobalaenidae) naast de Balaenidae staan, gevolgd door een groepering van de andere twee families: vinvissen (Balaenopteridae) en grijze walvissen (Eschrichtiidae). De positie van de grijze walvis staat nog ter discussie.
Daarnaast is er een uitgestorven orde, de Archaeoceti (soms oerwalvissen of vroege walvissen genoemd), die in vijf families is onderverdeeld.
De term walvis, voor zover onderscheiden van de taxonomische benaming walvisachtige, slaat op de informele groepering van alle baleinwalvissen en een gedeelte van de tandwalvissen met uitsluiting van de dolfijnen en de bruinvissen, en is dus niet monofyletisch.